# Eurya arunachalensis
Eurya arunachalensis là một loài thực vật có hoa trong họ Pentaphylacaceae. Loài này được A.S.Chauhan mô tả khoa học đầu tiên năm 1990.